# دروازه‌های قلعه ادو
دروازه‌های قلعه ادو (انگلیسی: Edo Castle Gates) دروازه‌های قلعه ادو در توکیو هستند که در محل عبور (پل‌های) قلعه خندق قرار می‌گرفتند، در اصل ۳۶ دروازه وجود داشت، برخی باقی مانده‌اند، برخی دیگر به کلی ویران شده‌اند. امروزه محله مرکزی قلعه کاخ امپراتوری توکیو است. دروازه‌های روی خندق‌های داخلی هنوز به عنوان نقاط بازرسی امنیتی مورد استفاده قرار می‌گیرند. با این حال، بیشتر خندق‌های بیرونی دیگر وجود ندارند. برخی از مناطق توکیو به نام دروازه‌های قلعه نامگذاری شده‌اند.

## نگارخانه

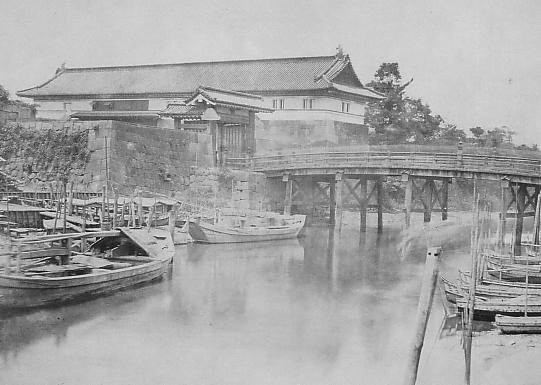
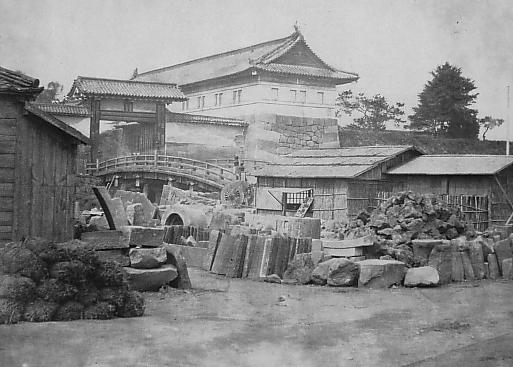
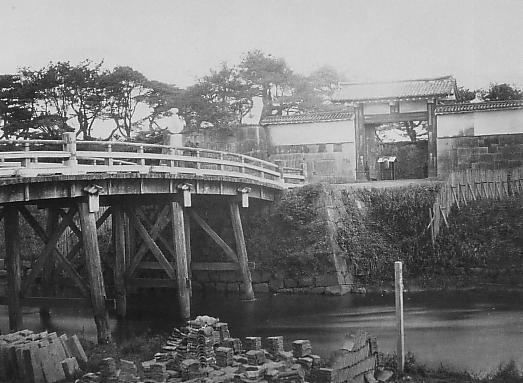
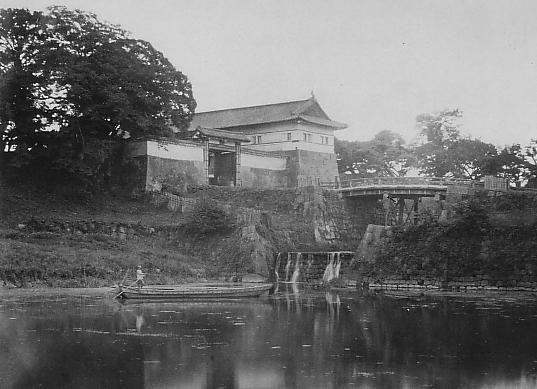
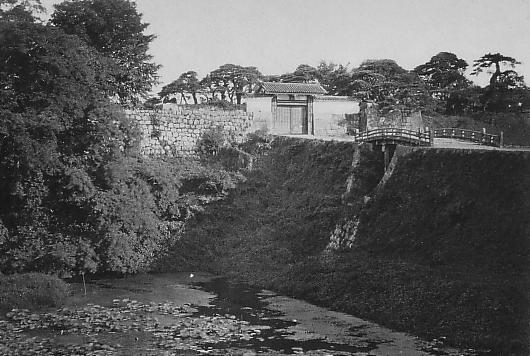
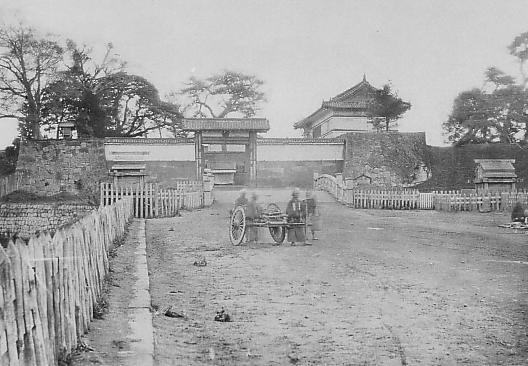
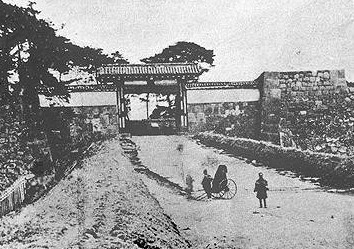
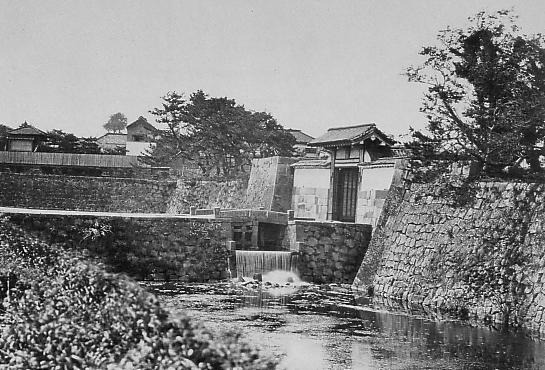
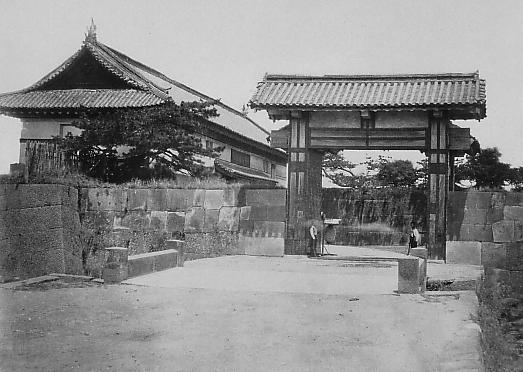
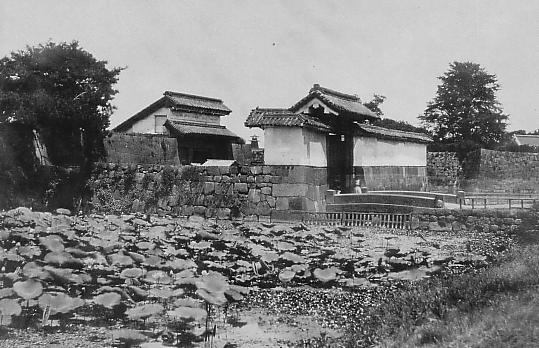
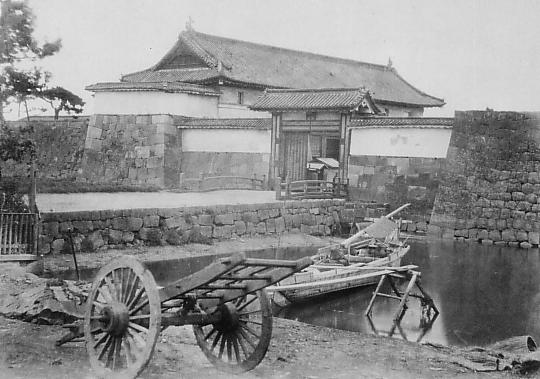
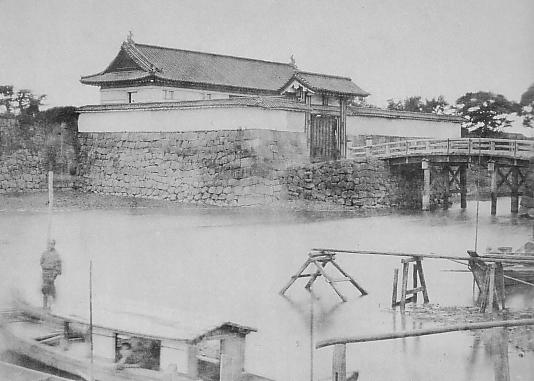
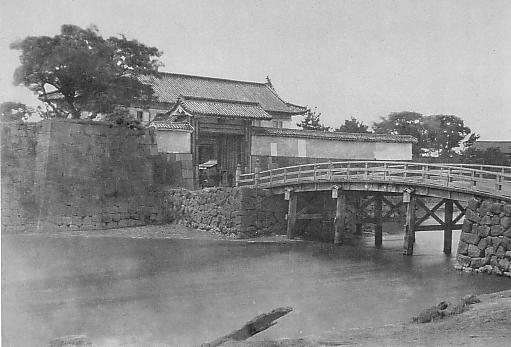
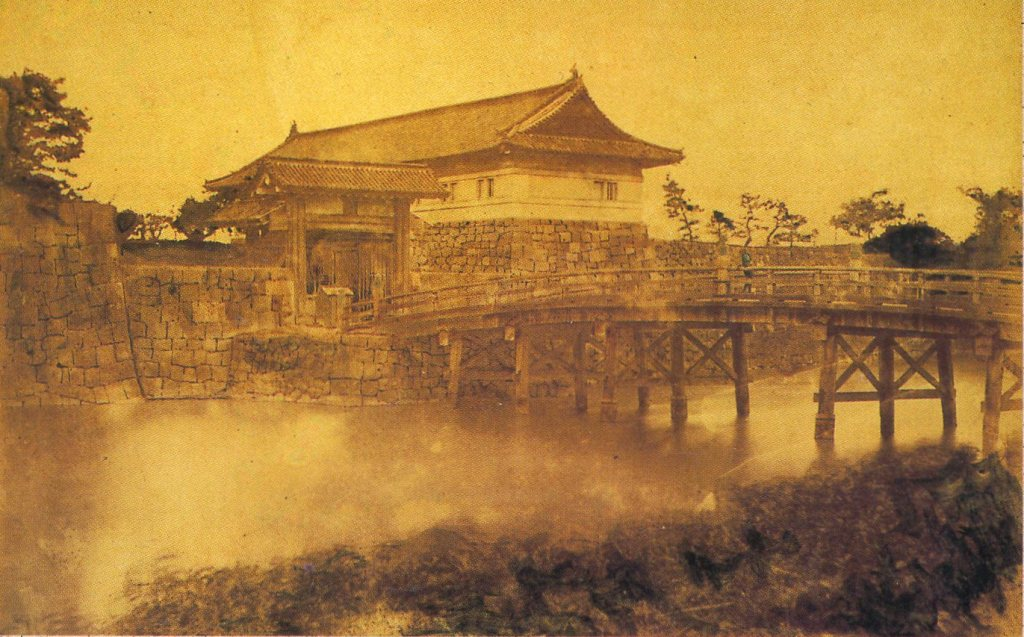
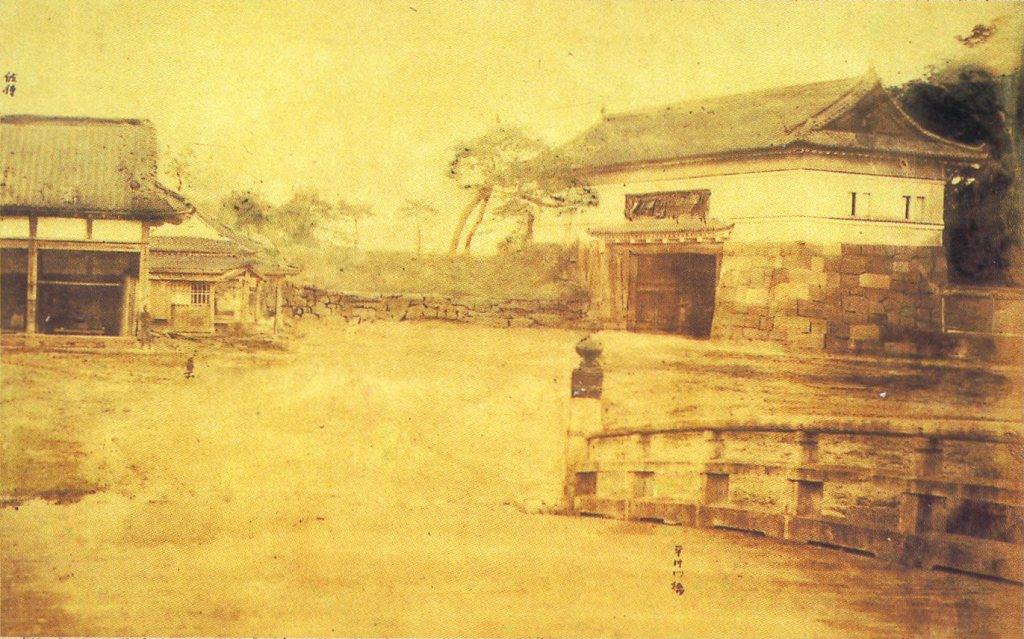
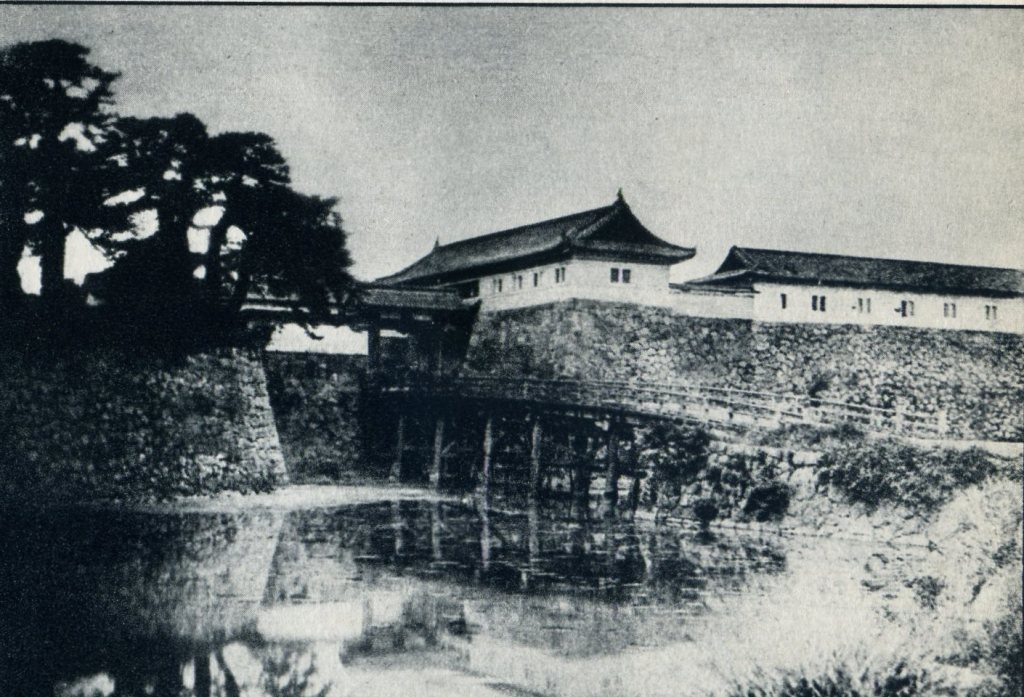
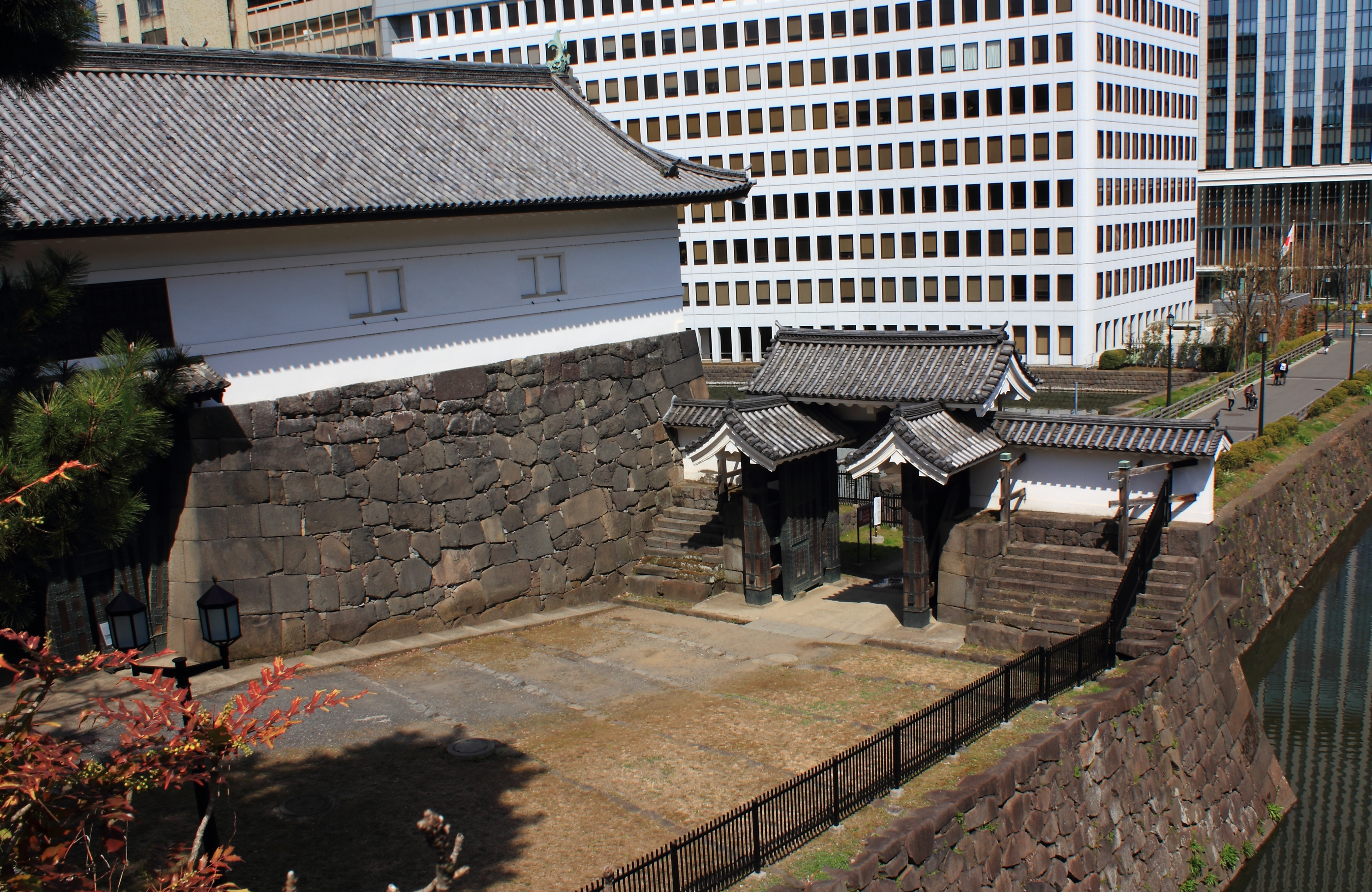
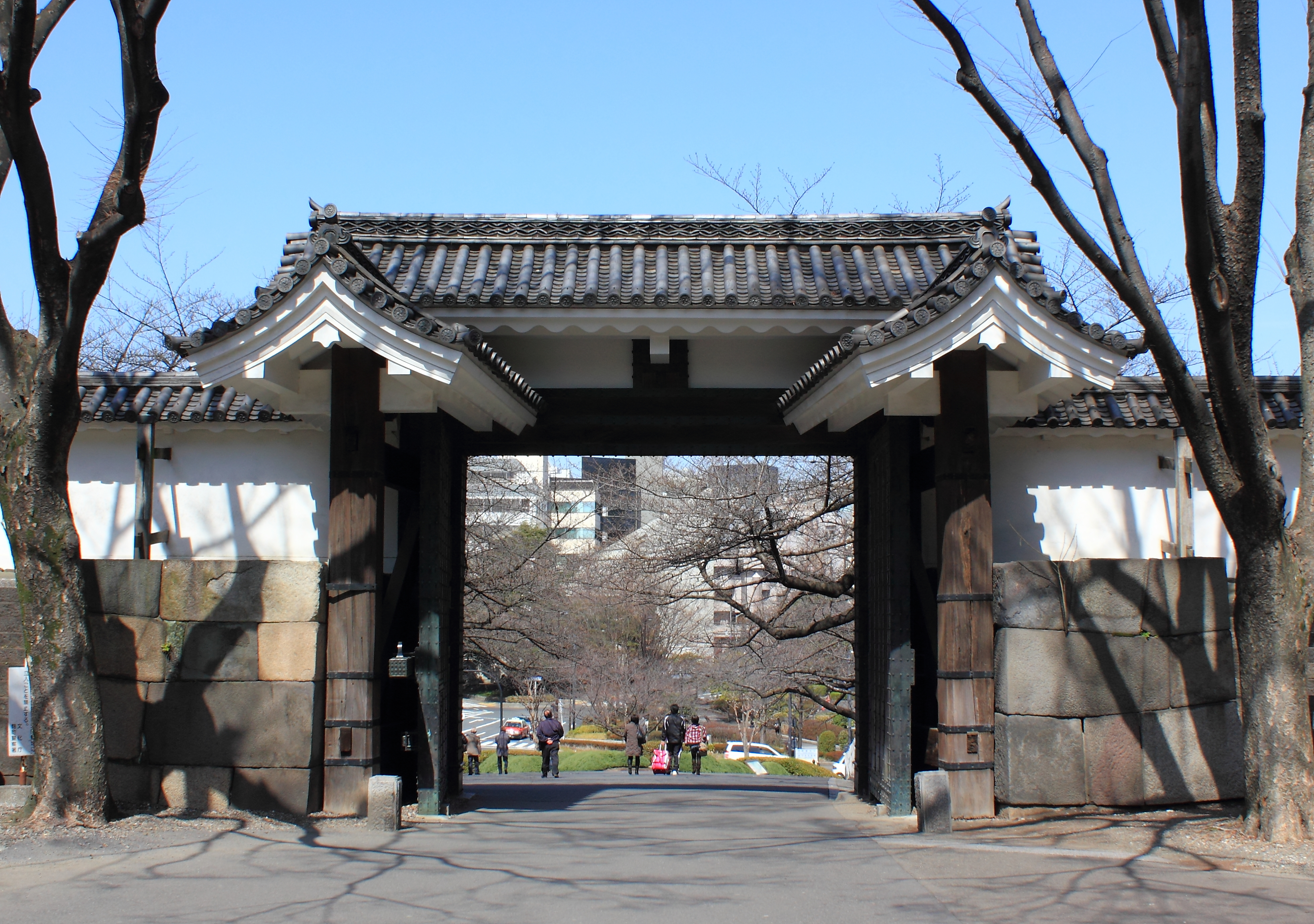
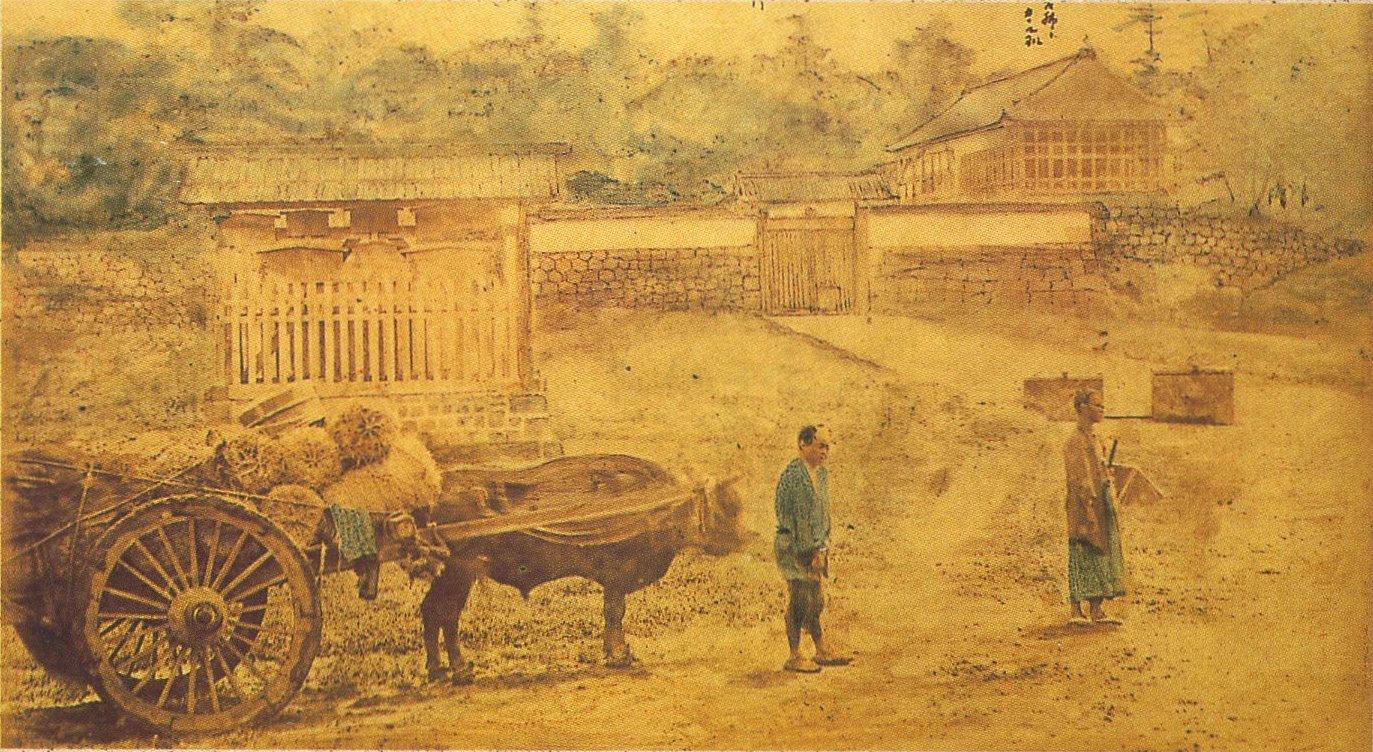
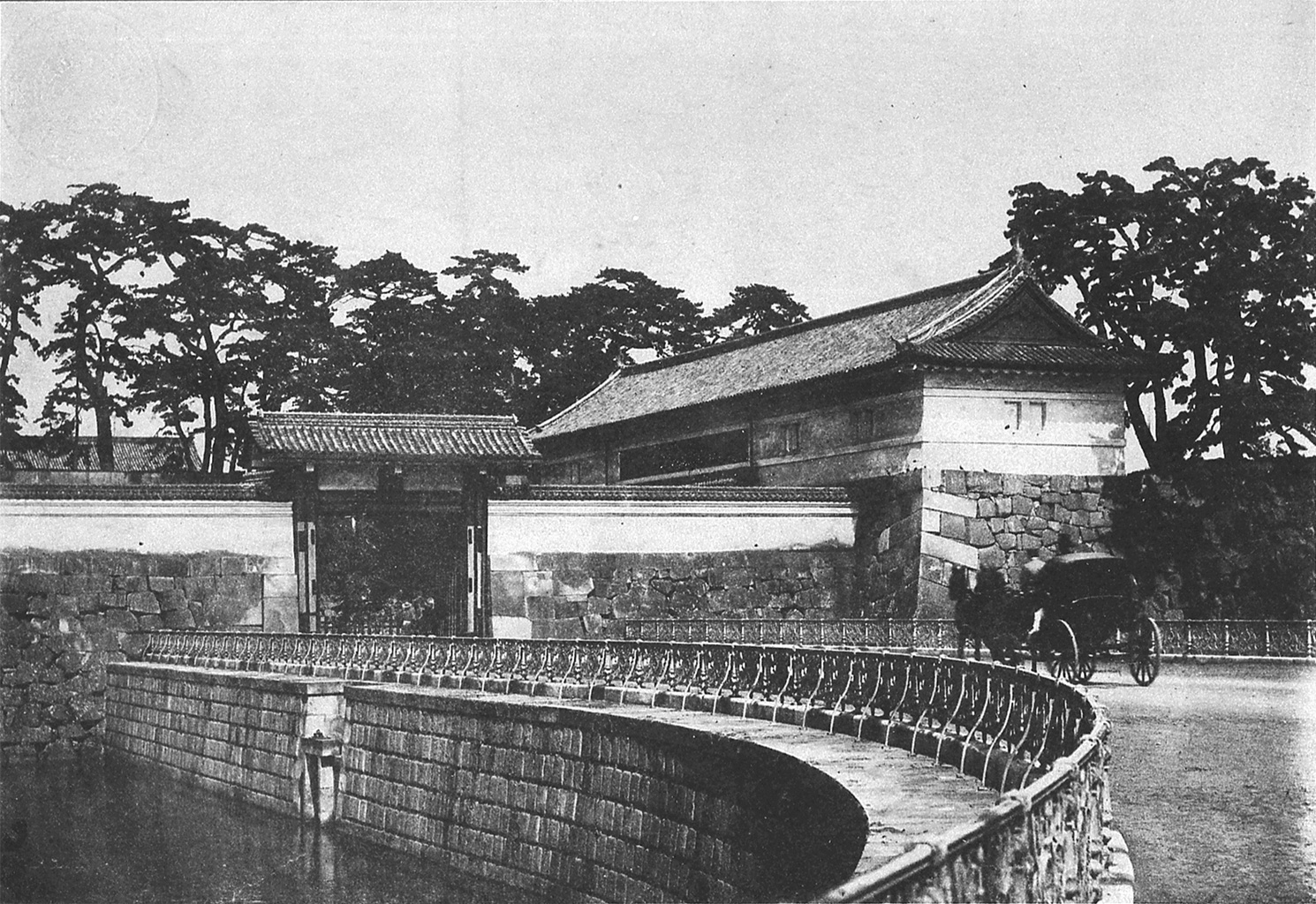
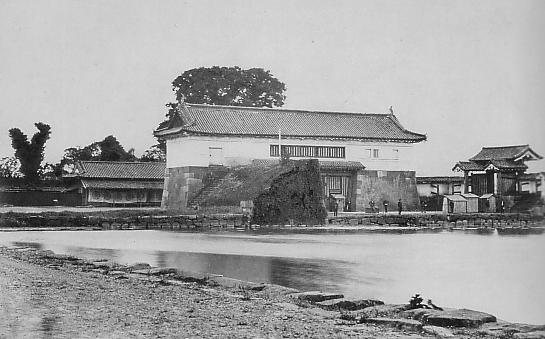
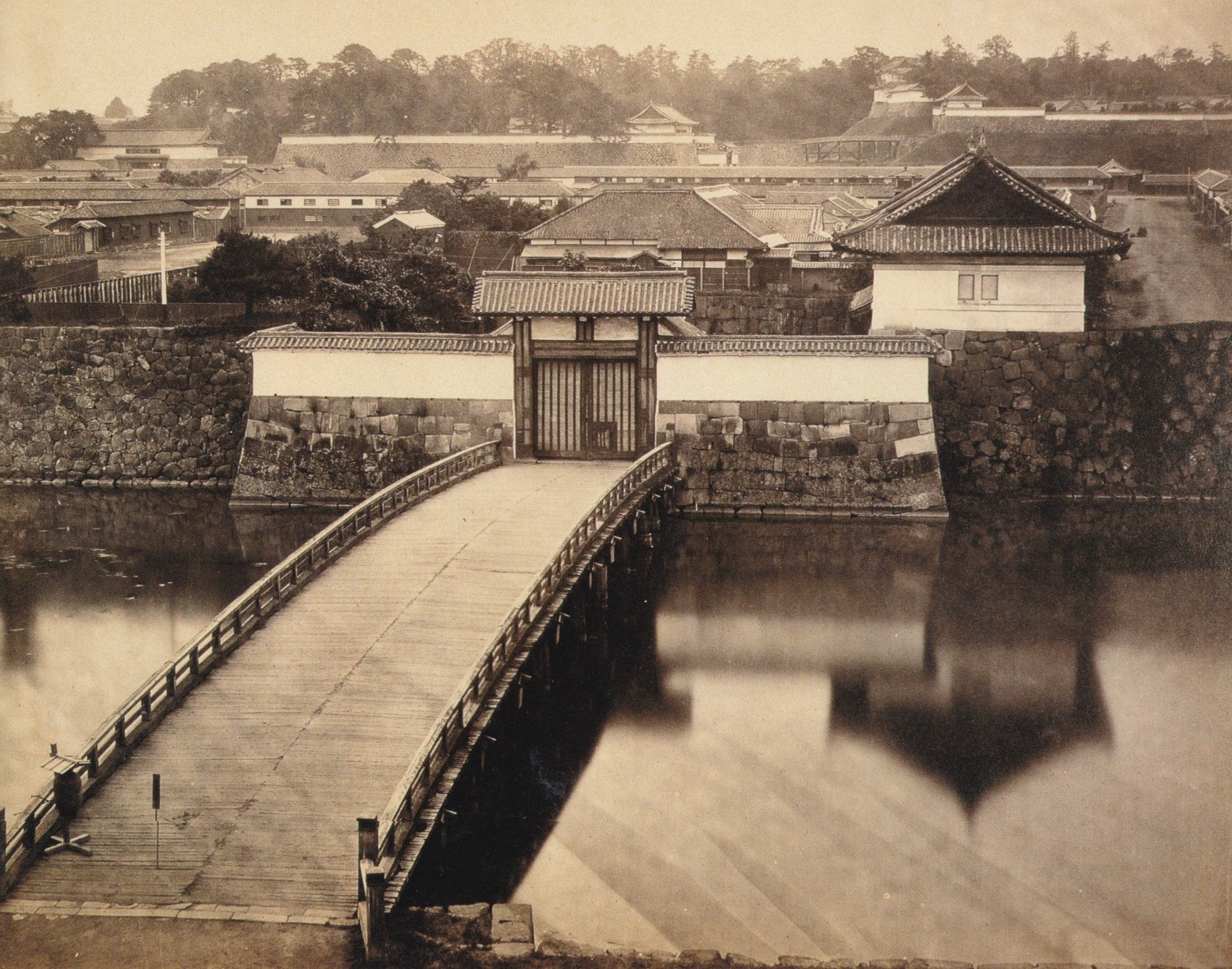
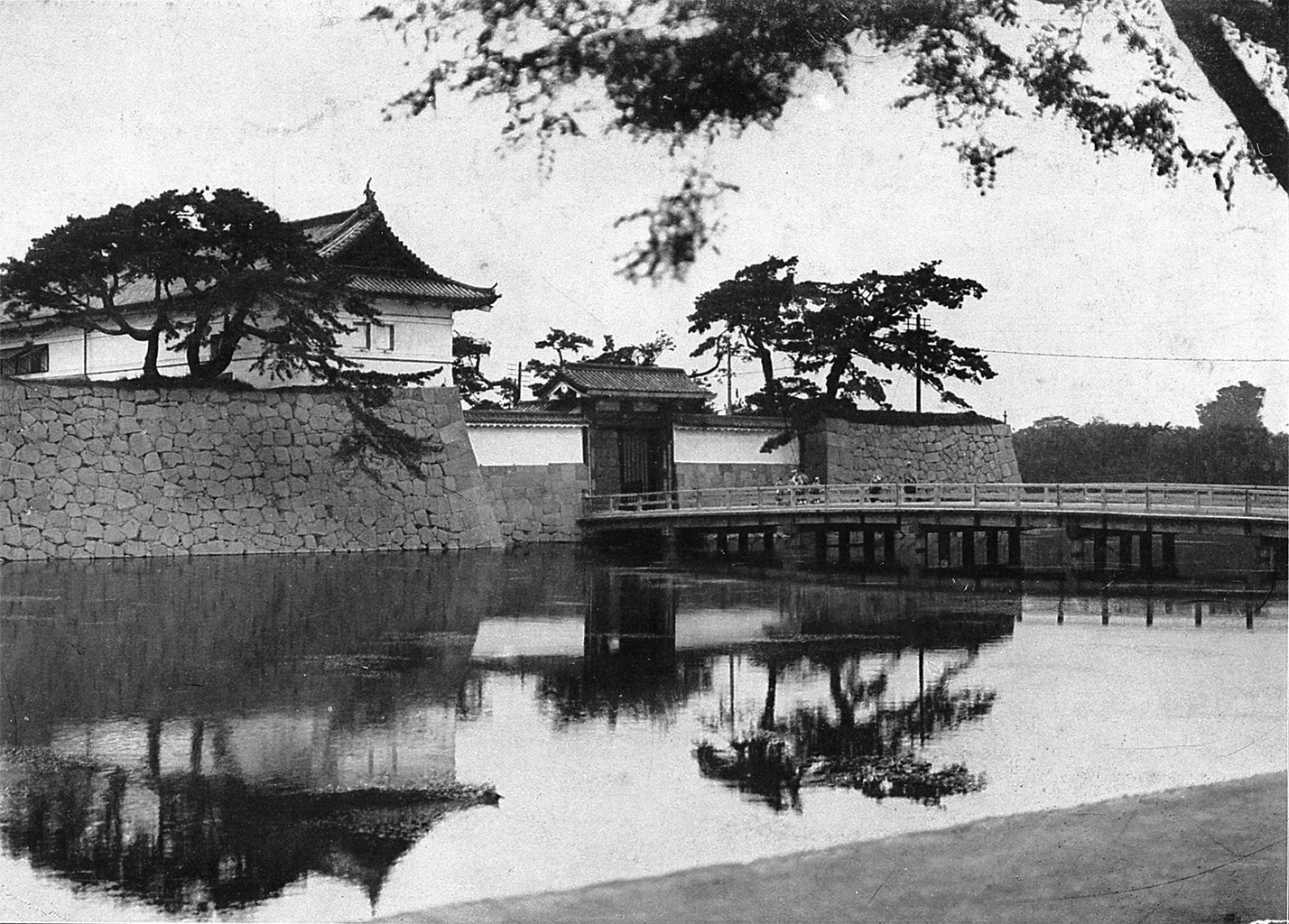
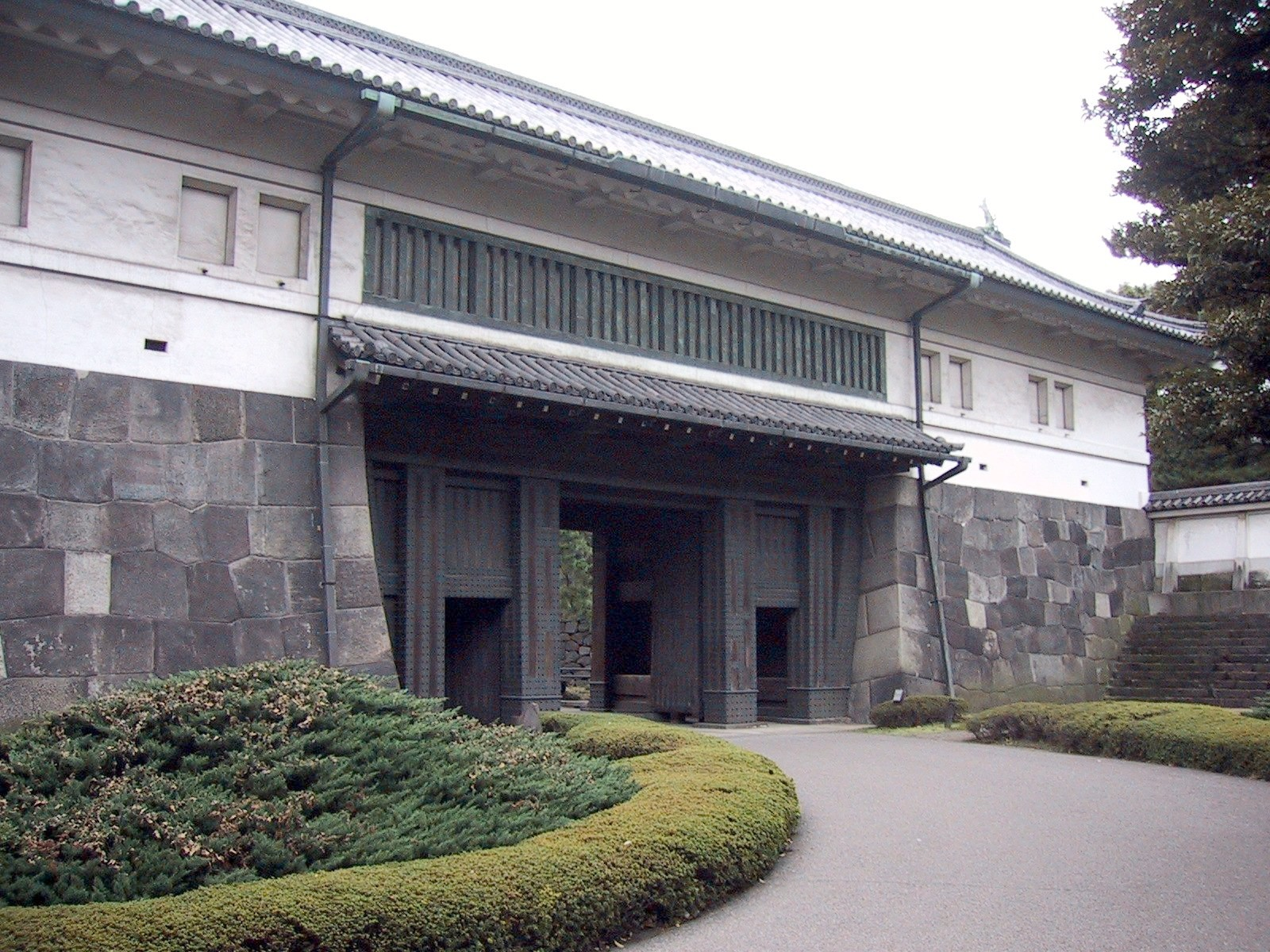
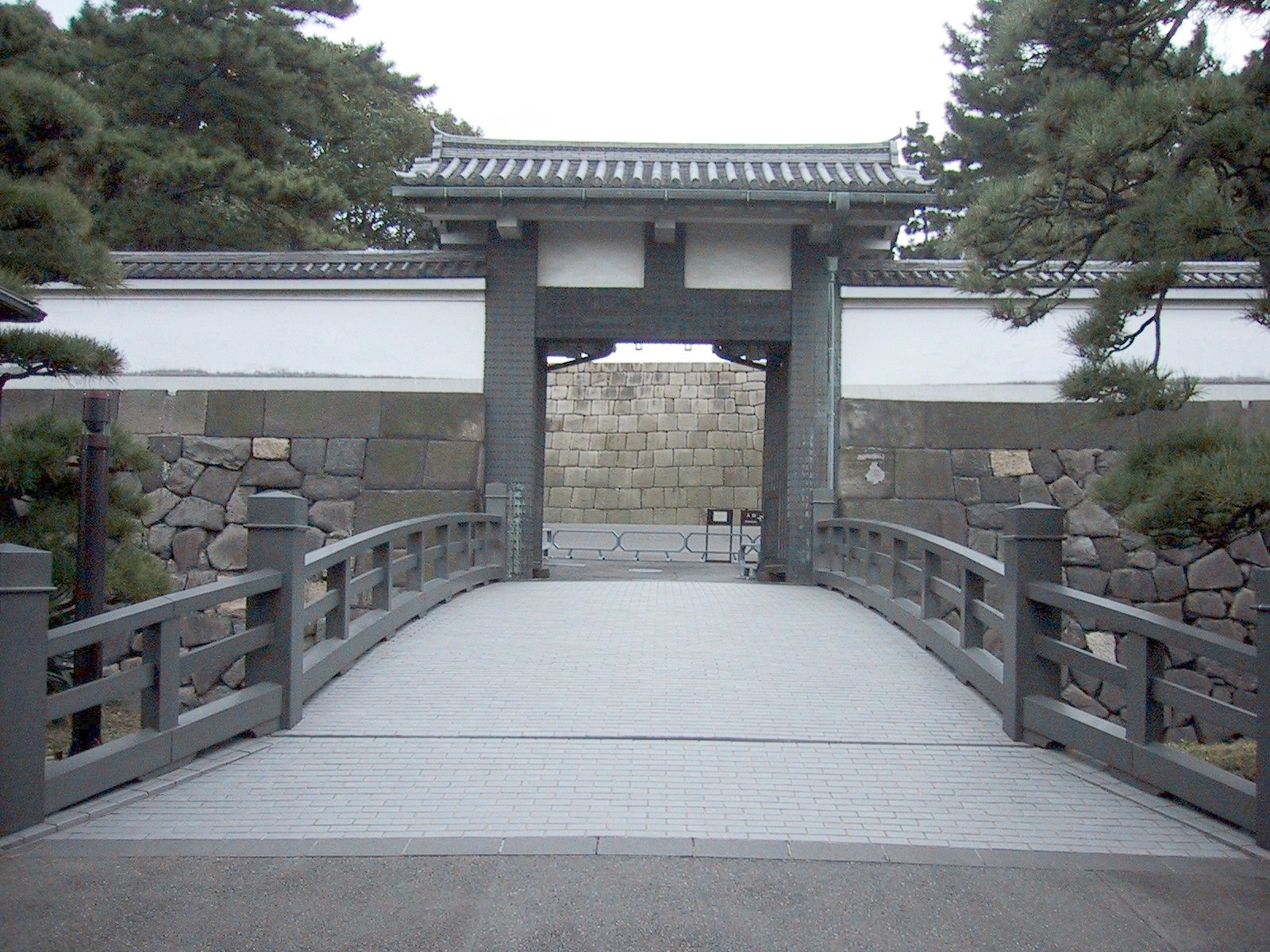
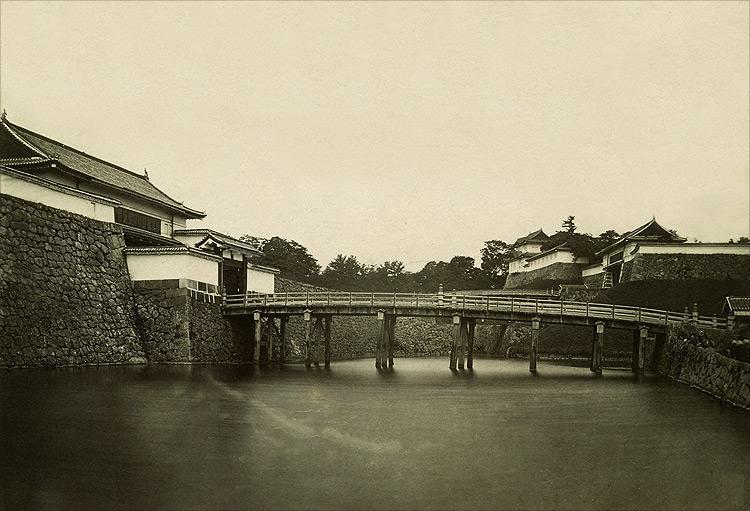
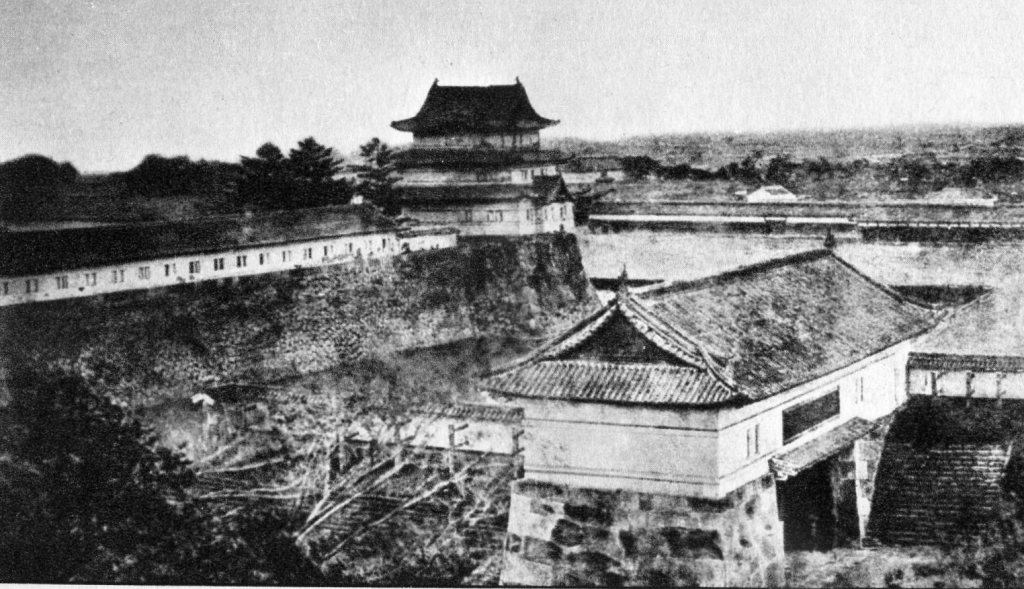
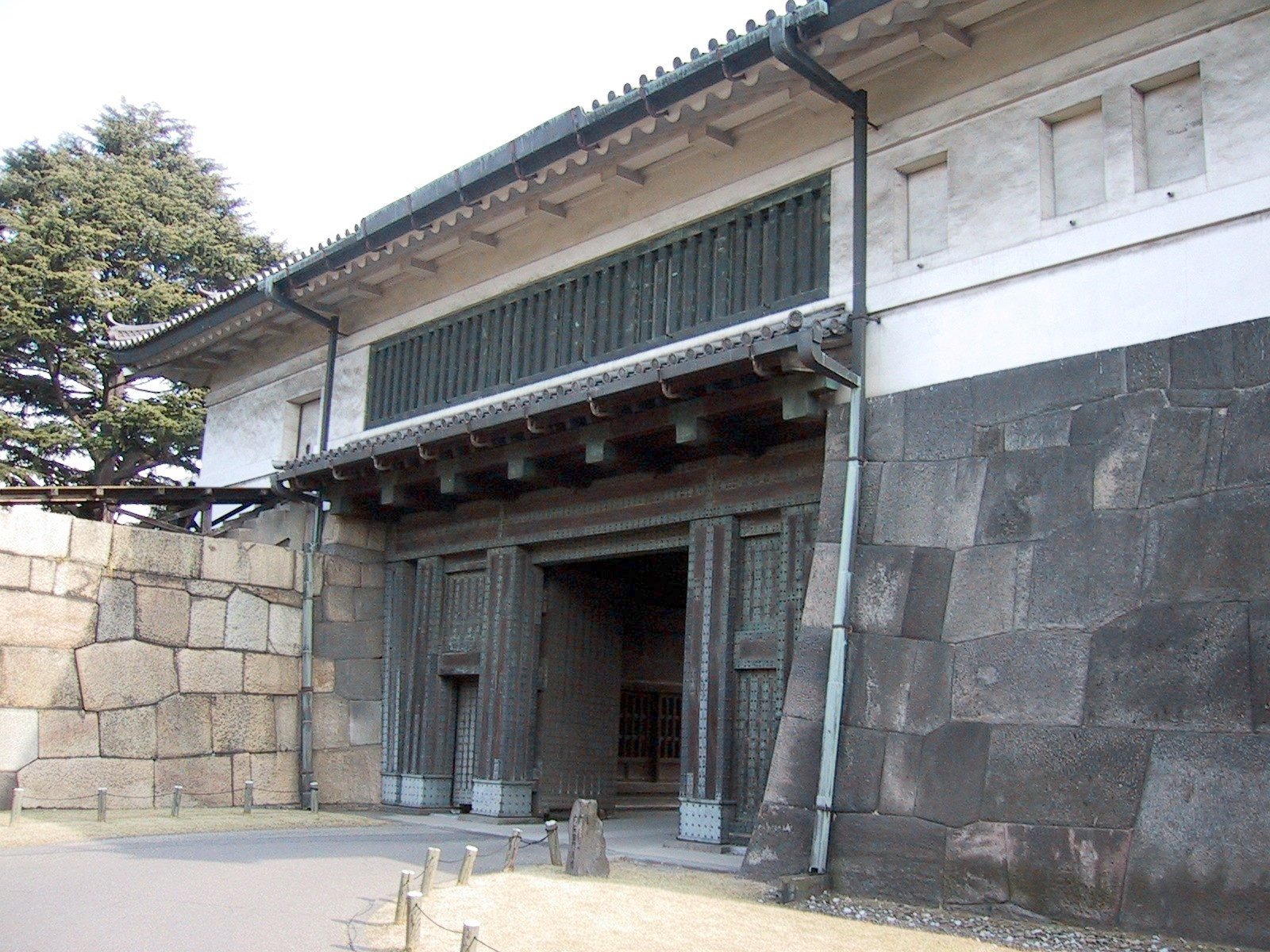
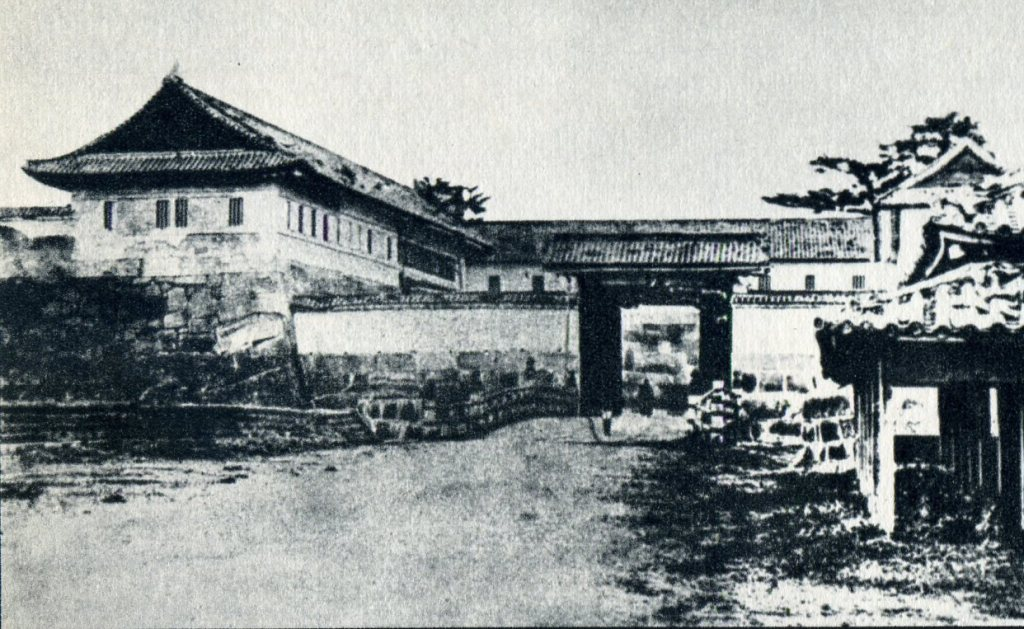
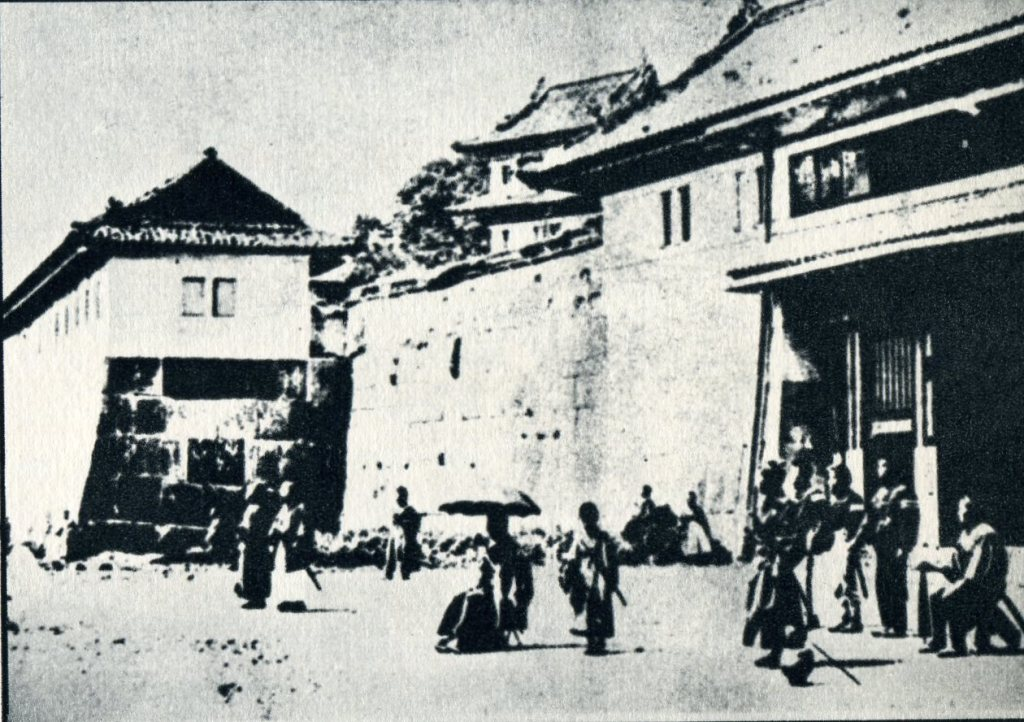
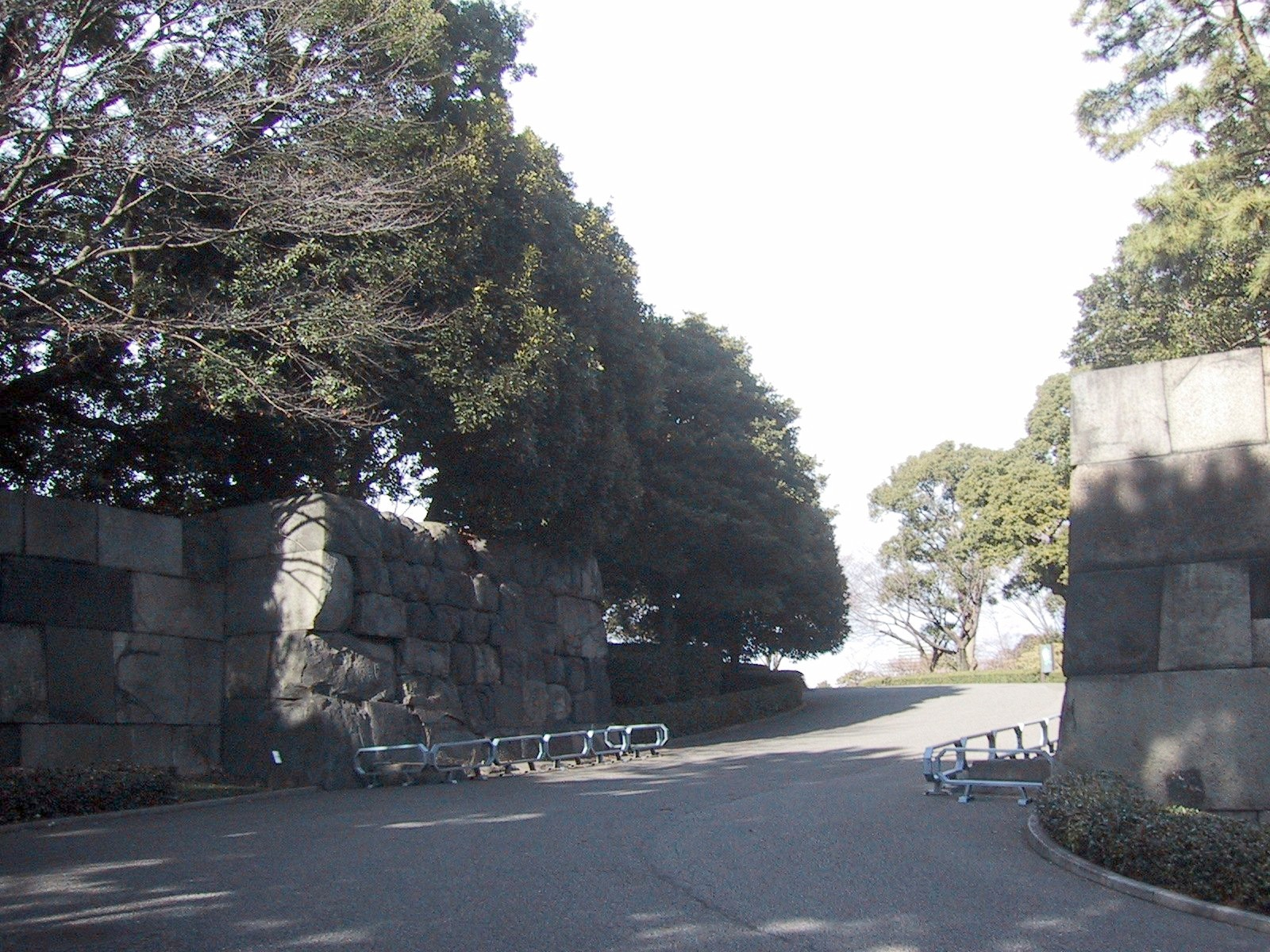